# Olax anceps
Olax anceps là một loài thực vật có hoa trong họ Olacaceae. Loài này được (Oliv.) Roberty mô tả khoa học đầu tiên năm 1953.